# Оксид ртуті(I)
Окси́д рту́ті(I), окси́д дирту́ті — неорганічна бінарна сполука з формулою Hg2O. Існує у вигляді малостійких кристалів темно-помаранчевого кольору. Інколи сполука розглядається як комплекс ртуті та оксиду ртуті(II).

## Отримання
Оксид ртуті(I) низької чистоти отримують дією лугів на солі ртуті(I). Проміжною сполукою у цій взаємодії є вкрай нестійкий гідроксид ртуті(I) Hg2(OH)2, який одразу ж розпадається з утворенням оксиду:
{\displaystyle \mathrm {Hg_{2}(NO_{3})_{2}+2KOH\rightarrow Hg_{2}O+H_{2}O+KNO_{3}} }

## Хімічні властивості
Під дією світла або слабкого нагрівання Hg2O розпадається на ртуть та оксид ртуті HgO:
{\displaystyle \mathrm {Hg_{2}O\rightarrow Hg+HgO} }